# Synsnake
Synsnake (кор. 신스네이크, укр. Синя змія) — південнокорейський рок-гурт з міста Сеул, заснований 2015 року.

## Історія
Заснований 2015 року басистом Хван Джун Соном і гітаристом Кім Чже Міном, які навчалися в молодших і старших класах однієї школи. Згодом до гурту приєдналися репер Со Беом Гю, вокаліст Се Ра О та барабанщик Чон Сон Хо. Після приблизно року підготовки вони дебютували 2016 року з міні-альбомом Revelaction. Це був альбом з електронним звучанням, заснований на металкорі, з елементами електронікору та репом Со Беом Гю разом із вокальними партіями Се Ри О. Фактично це електронікор з вокалісткою, що рідко зустрічається на корейському інді-ринку, яка виконує яскраві пісні.
Після змін у складі учасників, включно з відходом репера Со Беом Гю, у листопаді 2017 року Synsnake випустили свій другий EP «Abstraction». Вокалістка Се Ра О, на відміну від попереднього періоду, в якій він також намагалася виконувати екстрім-вокал, тепер зосередилася виключно на чистому вокалі, і за відсутності репера використовувала екстрім-вокал від представників інших груп як запрошених вокалістів, щоб підсилити звучання треку. На відміну від попереднього періоду, тут панує дещо важча музика.
У 2018 році знову відбулися зміни в складі. До гурту приєдналися барабанщик Ееро та басист Чой Г'юн Джи, які грали в панк-рок групі United 93. У травні того ж року гітарист Кім Чже Мін випустив сольний проект-сингл Atropos під назвою «Reverse The Fracture». Також до спільної роботи запршувалися вокалісти з представників інді-сцені, таких як «In Your Face», «Scarlet Forest», «Valley of the Headless», «Eighteen April», «Turn for Hours», «Day of Morning» і «The A Pop». Вони співпрацювали зі Synsnake як запрошені вокалісти. У 2018 році гурт виступав на концертного вікенді, зокрема з Noeazy, Vassline та Allegiance Reign в Японії.
У 2019 році до гурту приєднався Сун Мін Чо, вокаліст металкор-гурту «From The Blue». Після цього Synsnake виступили на сцені «Jeonju Ultimate Music Festival (JUMF)», який проходив влітку того ж року.
У 2021 році стало відомо, що що приєднався до південнокорейського інді-лейблу «watch out records». А в травні, після тривалої підготовки, вийшов перший повноформатний альбом Synsnake «Fluxus». Включаючи композиції «Saturn In The Loop» і «Manneristic», «Ire of Lilith» за участю вокаліста Ліма Хван Таека з мелодійного хардкор-гурту «Hollow Jan», а також ремейк «Venom», який увійшов до першого міні-альбому «Revelaction» (складається з 11 пісень). Міксом і мастером займався звукорежисер Джефф Данн, відеороботою гурту, включно з музичним відео, займався басист Чой Г'юн Джи, а оформленням альбому займалася вокалістка Се Ра О.
У квітні 2023 року Synsnake виступали на RockFest у В'єтнамі.
Також були завантажені на YouTube кавери на композиції Kingslayer від Bring me the horizon (Feat.Babymetal) і Pump It від Electric Callboy (Eskimo Callboy).

## Музичний стиль
Synsnake поєднали різноманітні музичні жанри від K-pop до електронікору та металуору й створили музичний самоопис як «К-попкор».
У музичному плані групу найбільше порівнюють із південнокорейським металкор-гуртом Messgram. Розподіл вокалу між Сун Мін Чо та Се Ра О, який варіюється від екстрім-вокалу до чистого вокалу, є формальним.

## Дискографія
- 2016: Demo-Mixtape (Демо, Eigenproduktion)
- 2016: Revelaction (мініальбом, Eigenproduktion)
- 2016: Abstraction (мініальбом, Eigenproduktion)
- 2021: Fluxus (Альбом, Watch Out! Records)